# يانيك مارتينيز
يانيك مارتينيز (بالفرنسية: Yannick Martinez)‏ (و. 1988  م) هو دراج، وcyclo-cross cyclist ‏ فرنسي، شارك في طواف إسبانيا، وشارك في طواف إسبانيا 2014، مركز لعبه هو عداء دراجات ‏.

## سباقات أو مراحل فاز بها
| التاريخ        | السباق                                   | المركز                                           |
| -------------- | ---------------------------------------- | ------------------------------------------------ |
| 16 سبتمبر 2011 | Grand Prix de la Somme 2011              | السادس في التصنيف العام                          |
| 01 يناير 2012  | كأس فرنسا لركوب الدراجات على الطريق 2012 | التاسع في تصنيف أفضل شاب                         |
| 02 سبتمبر 2012 | طواف دوبس 2012                           | الثامن في التصنيف العام                          |
| 16 سبتمبر 2012 | جراند بريكس دي إسبيرجوس 2012             | التاسع في التصنيف العام                          |
| 04 أكتوبر 2012 | باريس بورج 2012                          | التاسع في التصنيف العام                          |
| 01 يناير 2013  | كأس فرنسا لركوب الدراجات على الطريق 2013 | الثاني في تصنيف أفضل شاب، الرابع في تصنيف النقاط |
| 13 أبريل 2013  | طواف فينيستير 2013                       | العاشر في التصنيف العام                          |
| 26 مايو 2013   | 2013 Boucles de l'Aulne                  | الثاني في التصنيف العام                          |
| 28 يوليو 2013  | بولينورماند 2013                         | الثامن في التصنيف العام                          |
| 04 أغسطس 2013  | رايد لندن 2013                           |                                                  |
| 13 أغسطس 2013  | طواف أين 2013                            | الخامس في تصنيف النقاط                           |

## روابط خارجية
- يانيك مارتينيز على موقع الاتحاد الدولي للدراجات (الإنجليزية)
- يانيك مارتينيز على موقع أرشيف الدراجات (الإنجليزية)
- يانيك مارتينيز على موقع إحصائيات الدراجات الإحترافية (الإنجليزية)
- يانيك مارتينيز على موقع نسبة الدراجات (الإنجليزية)
- يانيك مارتينيز على موقع CycleBase (الإنجليزية)